# Karl Raimund Kristinus
 Karl Raimund Kristinus  (* 22. März 1843 in Wagstadt, Mähren; † 16. Dezember 1904 in Wien) war ein österreichischer Chorleiter, Musikpädagoge und Komponist.

## Leben
Die musikalischen Fähigkeiten von Karl Raimund Kristinus traten schon in jungen Jahren zutage. Aber auch in Troppau, wo er zunächst die Realschule und anschließend den zweijährigen Präparantenkurs besuchte, um Lehrer zu werden, fiel er durch sein außerordentliches musikalisches Talent auf. An der Benediktinerstiftsschule Admont war er Musiklehrer und als solcher Mitarbeiter der Brüder O. u. V. Berger (denen er später liturgische Kompositionen widmete). 1866/67 war er Regens Chori und Kapellmeister in Bludenz, dann Lehrer in Tulln (auch im dortigen Männergesangverein). Ab 1870 wirkte Kristinus in Wien zunächst als Bürgerschullehrer, seit 1872 beim „Wiener Männerchor“ dann als Chorleiter. 1879 wurde er Chormeister der „Wiener Liedertafel“, 1896 Chordirektor in der Gumpendorfer Pfarrkirche Zum hl. Aegidius (Wien VI.). Er verfasste u. a. eine Biografie W. A. Mozarts. Kristinus wurde 1904 durch Herzversagen mitten aus dem Schaffen gerissen.

## Werke
- Gradualien, Offertorien, Messen; Männerchöre (z. B. Heerbannlied, Für’s Vaterland op. 51).
- W. A. Mozart. Ein dt. Künstlerleben, für die reifere Jugend erzählt [1878][1]